# Os sésamoïde de la main
Les os sésamoïdes de la main sont des os sésamoïdes situés sur la face palmaire.

## Description
Les os sésamoïdes de la main ne sont pas tous constants.
Seuls deux sont constants au niveau de la face palmaire de l'articulation métacarpo-phalangienne du pouce : un interne arrondi et un externe ovalaire. Leur face postérieure est plane et articulaire avec la tête du premier métacarpien. Sur leur face palmaire s'insèrent les muscles de l'éminence thénar.
D'autres os sésamoïdes peuvent être présents au niveau des autres articulations métacarpo-phalangiennes ou au niveau de l'articulation interphalangienne du pouce.